# 선택적 노출 이론
선택적 노출 이론(Selective exposure theory)은 심리학 실험에서 나온 이론으로 미디어나 커뮤니케이션 연구에서 종종 사용된다. 이것은 역사적으로 개인들이 그들의 기존의 관점을 증강시키는 정보를 선호하는 경향을 보이는 반면 그 의견과 반대되는 정보는 피한다는 것이다. 이런 선택은 그들이 가진 관점, 신념, 태도, 결정들에 기초한다. 이 이론의 기초는 인지부조화 이론에 뿌리를 둔다.

## 같이 보기
- 체리 피킹
- 선택 편향